# Йолович, Никола
Ни́кола Йо́лович (серб. Никола Јоловић, Nikola Jolović; 4 мая 1979, Белград, СФРЮ) — сербский футболист, выступавший на позиции защитника.

## Карьера
Йолович — воспитанник «Земуна», там же и начинал профессиональную карьеру. За клуб он провёл 5 сезонов и 96 матчей.
В 2001 году Никола переехал в Россию. Изначально защитник ехал подписывать контракт с украинским «Шахтером», но попал в московское «Торпедо», где играл на протяжении длительного времени. На третий год игры в «Торпедо» у Йоловича начались проблемы с тренером, и один сезон он провёл в аренде в «Сатурне». Также серб мог оказаться в «Штутгарте», но тот не сумел договориться с «Торпедо» о сумме трансфера.
После России Йолович играл в Азербайджане, подписав выгодный с финансовой точки зрения контракт с бакинским «Интером», однако переезд в Азербайджан Никола после назвал одной из главных ошибок в своей жизни — его не устроил уровень чемпионата. В 2008 году вернулся в Сербию. 6 месяцев защитник выступал за клуб «Чукарички», после чего расторг контракт. Последним клубом Николы был белградский ОФК.
Завершив карьеру, Йолович, вместе с Деяном Радичем открыл совместный бизнес в Белграде, построив спортивно-развлекательный центр.